# Bourglinster
Bourglinster (Luxemburgs: Buerglënster en An der Buerg, Duits: Burglinster) is een plaats in de gemeente Junglinster en het kanton Grevenmacher in Luxemburg.
Bourglinster telt 740 inwoners (2018).